# Pietro Secchia
Pietro Secchia (Occhieppo Superiore, 19 décembre 1903 – Rome, 7 juillet 1973) est un homme politique et antifasciste italien, dirigeant important et historien mémorialiste du Parti communiste italien.

## Biographie

### Les débuts dans la résistance antifasciste
Né à Occhieppo Superiore, dans la province de Bielle et provenant d'une famille ouvrière (son père est un militant du Parti socialiste italien), Pietro Secchia fréquente brillamment le lycée classique, mais du fait de sa pauvreté il est rapidement contraint de chercher un travail : dès 1917, il est embauché comme commis puis devient ouvrier dans une usine lainière.
En 1919, il s'inscrit à la FGSI (l'organisation de la jeunesse socialiste) avec laquelle il participe aux grèves rouges du Biennio rosso (1919-1920). En août 1922, il rejoint la grève légale contre le gouvernement Facta : pour cela, il est licencié. Plus tard il a, avec ses camarades, un affrontement contre un groupe de fascistes qui tourne au vinaigre. Entre-temps, en plus de son engagement syndical il poursuit son engagement politique: en 1921, il adhère au nouveau Parti communiste italien, en 1928 il en devient membre du Comité central.
Pour avoir exprimé publiquement son aversion pour Mussolini et son régime, il est arrêté en avril 1931 et, en février 1932, condamné à dix-sept ans et neuf mois de prison par le Tribunal spécial. Son ouvrage La lutte de la jeunesse prolétarienne contre le fascisme, publié à Berlin par l'Internationale de la jeunesse communiste, date également de 1931.
Amnistié en 1936, il est envoyé en détention dans l'île de Ponza puis à Ventotene. Après l'arrestation de Mussolini et la chute du régime, le 19 août 1943, il est libéré, ainsi que les autres prisonniers politiques et détenus, par une disposition du gouvernement Badoglio. La disposition, d'abord plus restrictive, est ensuite étendue, aux prisonniers communistes et anarchistes, sous la pression des représentants des partis antifascistes.
De nouveau libre, il participe à la Résistance, rejoignant, avec Luigi Longo, Gian Carlo Pajetta, Giorgio Amendola et Antonio Carini, le Commandement général des Brigades d'assaut Garibaldi. Il est l'auteur de nombreux articles publiés dans les journaux La nostra lotta, Il Combattente et l'Unità, recueillis plus tard, en 1954, dans l'œuvre Les communistes et l'insurrection.
Tout en soutenant une politique révolutionnaire qui prépare la perspective d'une insurrection armée, comme Longo et d'autres partisans communistes, il rejoint en 1944 le « tournant de Salerne » de Palmiro Togliatti, qui pousse le PCI à collaborer avec les autres antifascistes et avec les institutions du Royaume du Sud.

### De l'après-guerre à 1973
En février 1948, à la suite du VIe Congrès national du PCI, il est élu secrétaire général adjoint, poste qu'il occupe jusqu'en 1955. En 1946, il est député à l'Assemblée constituante et en 1948, il est élu sénateur dans les rangs du Front démocratique populaire et le reste jusqu'à sa mort.
De 1946 à 1954, il est également chargé de l'organisation et du secteur Propagande du parti : durant sa gestion, le PCI atteint le nombre maximum d'adhérents de son histoire, dépassant la barre des deux millions, un résultat jamais atteint. A ce titre, il garde un certain contrôle sur l'ensemble de l'appareil du parti et aussi sur ce que ses adversaires politiques appellent plus tard le « parapartito » (para-parti), une structure clandestine constituée de noyaux d'anciens partisans, soupçonnés d'être souvent encore en possession d'armes non livrées après la Libération, et prêt à l'affrontement armé en cas de coup d'État de la droite anticommuniste. Le « parapartito » aurait agi sous une forme plus ouverte à l'occasion de l'attentat de Togliatti en 1948, mais l'absence de perspectives insurrectionnelles concrètes, qui se manifeste en cette circonstance, aurait alors entraîné le déclin et finalement la disparition de la structure, dont l'existence réelle cependant, n'a jamais recueilli de preuves certaines.
Souvent en décalage avec la politique de Togliatti et parfois considéré comme son alternative possible, en 1954 sa position au sein du parti commence à s'affaiblir : en effet il est d'abord rejoint puis remplacé par Giorgio Amendola à la direction organisationnelle. Secchia et d'autres éléments sont donc progressivement marginalisés, officiellement au nom d'une politique de "renouvellement", en réalité pour diminuer le pouvoir et l'influence au sein du parti des représentants les moins enclins à appliquer des politiques "réformistes" et d'accompagnement (tandis que la soi-disant "conventio ad excludendum" se poursuivait, qui, de fait, rendait impossible l'entrée dans les coalitions politiques des partis considérés par la Démocratie Chrétienne et ses alliés comme étant "extrémistes", à savoir le PCI, qui représentait de larges masses, et le MSI, une formation de droite qui se référait aux vingt ans de l'ère mussolinienne). De plus, élément à ne pas sous-estimer, la disparition de Staline et sa répudiation lors du XXe Congrès du PCUS a rendu la position des tenants d'une vision organiquement léniniste (dont Secchia est le principal représentant) particulièrement inconfortable à la fois dans le parti, et à la fois dans la sphère plus large de l'électorat du PCI, qui a vu le mythe de l'URSS et de Staline mis à mal, et parmi eux, surtout ceux qui tenaient un lien politico-sentimental avec cette période. Le déclin de Secchia est exacerbé en juillet de la même année par la « fuite avec la caisse enregistreuse » et par le vol de certains documents secrets du PCI par l'un de ses principaux collaborateurs, Giulio Seniga.
L'épisode marque sa disparition définitive des postes d'importance nationale : contraint d'abandonner la responsabilité de l'organisation nationale, il est nommé responsable du secrétariat régional de Lombardie, de 1955 au début de 1957. Il dirige ensuite l'activité éditoriale du parti jusqu'à la fin de 1962.
Dès la fin des années soixante il se consacre beaucoup à la politique internationale, il se bat pour l'émancipation et l'indépendance de l'Afrique : il visite l'Égypte et la Syrie en juillet-août 1967, l'Afrique du Nord en octobre-novembre de la même année ; la Jordanie, et à nouveau la Syrie en décembre 1969 ; Soudan, Éthiopie et Somalie en octobre 1971. En janvier 1972, il s'envole pour le Chili, où il soutient le gouvernement progressiste de Salvador Allende : il est le dernier dirigeant occidental à visiter la nation latino-américaine avant l'avènement de la dictature d'Augusto Pinochet. A son retour en Italie, il est pris d'une maladie qui le tient entre la vie et la mort pendant quelques mois. La nature incertaine de la maladie conduit Secchia, bien qu'il n'ait aucune preuve, à croire qu'il a été empoisonné par la CIA. Désormais affaibli, il décède en juillet 1973.

## Aspects controversés
Internationaliste convaincu, il est généralement désigné comme l'un des principaux représentants de la « ligne dure » et révolutionnaire, qui considère la lutte armée comme un outil politique possible : en fait, il représente cette partie de la classe dirigeante de PCI qui n'a pas l'intention de collaborer avec Démocratie Chrétienne et les autres groupes politiques qu'il considère comme bourgeois.
Dans ses dernières années, il propose que le parti s'ouvre aux mouvements sociaux qui, à partir de 1968, s'organisent de manière spontanée et tumultueuse, afin d'offrir un débouché politique à l'énergie révolutionnaire des masses de la jeunesse. Dans ses écrits et ses discours, il y a constamment une critique des positions sectaires et extrémistes considérées comme irréalistes et contre-productives.

## Travail éditorial
Auteur de nombreux ouvrages historiques sur le PCI, il a été l'éditeur des Annali Feltrinelli, consacré à l'histoire du mouvement ouvrier italien, et co-éditeur de l'importante Encyclopédie de l'Antifascisme et de la Résistance.

## Œuvres

### Écrits, discours et œuvres de Pietro Secchia
Parmi ses œuvres, les suivantes sont marquantes :
- La lotta della gioventù proletaria contro il fascismo, Edizioni della Federazione Giovanile Comunista d'Italia, Berlino 1930, reprint Teti, Milano 1975.
- L'insurrezione del nord. Rapporto tenuto ai quadri dell'organizzazione di Roma il 24 giugno 1945, Società editrice "l'Unità", Roma 1945.
- Che cos'è la consulta, Edizioni di "Vita nuova", Biella 1945.
- Migliorare il lavoro di partito, Società editrice "l'Unità", Roma 1946.
- Il partito della rinascita. Rapporto alla Conferenza nazionale d'organizzazione del Partito comunista italiano. Firenze, 6-10 gennaio 1947, U.E.S.I.S.A., Roma 1947.
- Per una sana amministrazione. Con prefazione di Pietro Secchia, Tip. La Stampa Moderna, Roma 1948.
- Più forti i quadri, migliore l'organizzazione. Intervento al VI Congresso del P. C. I. Gennaio 1948, Tip. La Stampa Moderna, Roma 1948.
- Lo sciopero del 14 luglio, CDS, Roma 1948.
- L'avvenire e nelle mani della gioventù, Tip. La Stampa Moderna, Roma 1949.
- Lenin e il partito comunista italiano, Torino 1949.
- Il partito forza decisiva per fare avanzare la democrazia. Rapporto al Comitato centrale del 25-7-1949, CDS, Roma 1949.
- La resistenza accusa.... Discorso pronunciato al Senato della Repubblica il 28 ottobre 1949, ANPI, Roma 1949.
- Fronte unico della gioventù. Discorso tenuto dal compagno Pietro Secchia al congresso della Federazione giovanile comunista di Bologna il 19 febbraio 1950, Gioventù nuova, Roma 1950.
- Nazionalismo borghese e patriottismo proletario. Estratto dal discorso di P. S. al Congresso della federazione comunista di Novara il 4 febbraio 1951, Tip. La Stampa Moderna, Roma 1951.
- Organizzare il popolo per conquistare la pace. Intervento al VII Congresso nazionale del Partito comunista italiano, Roma, 4 aprile 1951, Edizioni di cultura sociale, Roma 1951.
- Uniamoci contro il governo che calpesta la Costituzione e disonora l'Italia. Discorso pronunciato al Senato della Repubblica il 25 ottobre 1951, sul bilancio del Ministero degli Interni, CDS, Roma 1951.
- Una grande svolta, in Voce del Mezzogiorno, nr.8, 1951
- Il capogruppo anello principale dell'organizzazione e della vita del partito. Convegno dei capigruppo della città di Firenze, 4 novembre 1951, Tip. La Stampa Moderna, Roma 1951.
- La democrazia sovietica. Conferenza tenuta a Siena l'11 novembre celebrando il 34º anniversario della rivoluzione socialista d'ottobre, 1951.
- Per la gioventù per l'Italia per il socialismo. Rapporto di Enrico Berlinguer e discorso di Pietro Secchia al Comitato Centrale della FGCI per la preparazione del XIII Congresso Nazionale, Gioventù nuova, Roma 1952.
- Rafforzare il Partito con una migliore politica amministrativa. Rapporto di Egisto Cappellini e discorso di Pietro Secchia al II Convegno nazionale degli amministratori di Federazione. Roma, 18-19 novembre 1952, La stampa moderna, Roma 1952.
- Che cosa vogliono i comunisti? Impedire la truffa elettorale, difendere la Costituzione, salvare l'Italia. Discorso pronunciato a Foggia il 30 novembre 1952 in occasione della campagna per il tesseramento e reclutamento al partito, Roma 1952.
- Ilio Barontini, Otello Frangioni, Leonardo Leonardi, federazione comunista livornese, Livorno 1952.
- Più forte il Partito comunista alla testa dei lavoratori per salvare la democrazia e la pace. Intervento al convegno della Federazione romana del Partito comunista italiano sui problemi di organizzazione del 25-26 ottobre 1952, Commissione stampa e propaganda della Federazione romana del P.C.I., Roma 1953.
- Le lotte del popolo per il suffragio universale. Discorso tenuto il 18 gennaio 1953 al cinema Impero di Biella, 1953.
- L'Italia non può tornare e non tornerà indietro. Discorso pronunciato al Senato il 13 marzo 1953, Federazione comunista milanese, Milano 1953.
- La lotta per la libertà, la pace e la Costituzione. Discorso pronunciato al Senato della Repubblica nella seduta del 13 marzo 1953, Tip. del Senato del dott. G. Bardi, Roma 1953.
- La nostra lotta per la libertà e la pace e la Costituzione. Discorso pronunciato al Senato il 13 marzo 1953, SETI, Roma 1953.
- La decisione spetta al popolo italiano. (In difesa delle mondine contro il progetto elettorale). Discorso pronunciato al Senato della Repubblica nella seduta del 26 marzo 1953, Tip. del Senato del dott. G. Bardi, Roma 1953.
- I candidati nostri e quelli loro. Intervento al Consiglio nazionale del PCI, 15-17 aprile 1953, 1953.
- Le parole e i fatti del governo Pella. Discorso pronunciato al Senato della repubblica nella seduta del 21 agosto 1953, Tipografia del Senato, Roma 1953.
- L'ideale della gioventù. Conferenza tenuta a Roma al Teatro Adriano in occasione dell'apertura della Campagna del Tesseramento della FGCI 1954, Roma 1953.
- I comunisti e l'insurrezione. 1943-1945, Edizioni di cultura sociale, Roma 1954.
- Il Monte Rosa è sceso a Milano, con Cino Moscatelli, Torino, Einaudi, 1958.
- Capitalismo e classe operaia nel centro laniero d'Italia, Roma, Editori Riuniti, 1958.
- La Resistenza e gli alleati, con Filippo Frassati, Milano, Feltrinelli, 1962.
- Aldo dice 26X1. Cronistoria del 25 aprile 1945, ivi, 1963.
- Storia della Resistenza, con Filippo Frassati, Roma, Editori Riuniti, 1965.
- L'azione svolta dal Partito comunista in Italia durante il fascismo 1926-1932, Annali dell'Istituto Giangiacomo Feltrinelli, XI (1969), Milano, Feltrinelli, 1970.
- Le armi del fascismo, ivi, 1971.
- Il Partito comunista italiano e la guerra di liberazione 1943-1945, Annali dell'Istituto Giangiacomo Feltrinelli, XIII (1971), ivi, 1972.
- direzione con Enzo Nizza dei primi due volumi dell'Enciclopedia dell'Antifascismo e della Resistenza, Milano, La Pietra, 1968 e 1971.
- Riccardo Di Donato (a cura di), Compagni e amici. Lettere di Ernesto de Martino e Pietro Secchia, La nuova Italia, Scandicci 1993.
- Ferdinando Dubla (a cura di),I quadri e le masse (1947/1949). Per un partito comunista radicato nel popolo, Laboratorio politico, Napoli 1996.
- Il partito, le masse e l'assalto al cielo. Scritti scelti di Pietro Secchia, La città del sole, Napoli 2006.

Il faut également compter parmi ses œuvres les deux collections posthumes constituées par Secchia lui-même :
- Lotta antifascista e giovani generazioni, ivi, 1973.
- La Resistenza accusa 1945-1973, Milano, Mazzotta, 1973.

et l'anthologie d'écrits et d'articles Chi sono i comunisti. Partito e masse nella vita nazionale 1948-1970, édité et préfacé par Ambrogio Donini, Milan, Mazzotta, 1977.

### Articles de presse
- Ambrogio Donini, Sull'Archivio Secchia, interview de Gianni Corbi, L'Espresso, 19 février 1978
- Leo Valiani, Una testimonianza sul caso Secchia e sul lungo dissenso con Togliatti, Corriere della Sera, 19 février 1978
- Renzo Di Rienzo, Caso Secchia: ecco il famoso rapporto, L'Espresso, 5 mars 1978
- AA. VV., Pietro Secchia: un protagonista dell'antifascismo italiano, dans L'impegno, a. III, n. 3, septembre 1983.
- Marco Albeltaro, La figura politica di Pietro Secchia, dans Il Calendario del Popolo, a. 61, n. 711.
- Marco Albeltaro, Una lettera inedita di Pietro Secchia su Engels, dans Il Calendario del Popolo, a. 61, n. 713.
- Ferdinando Dubla, A sinistra di Togliatti: P.Secchia (1944/1954), dans Il Calendario del Popolo, n.582, décembre 1994.
- Ferdinando Dubla, Pietro Secchia e il PCI come strumento pedagogico per l'egemonia, dans L'Ernesto, n.1/2, 2011.
- Ferdinando Dubla, La libertà dell'intellettuale, la necessità del Partito - i temi della corrispondenza tra l’antropologo e filosofo Ernesto de Martino e il dirigente comunista Pietro Secchia, dans Cumpanis, 2020, reproduit dans Academia.edu
- Angelo D'Orsi, Tra storia e politica. Pietro Secchia, antifascista e comunista, dans Avvenimenti, n.17 (29 avril-5 mai), 2005
- Marco Albeltaro, Pietro Secchia, i giovani e il valore dell'esempio nell'esperienza formativa, dans L'impegno, a. XXVII, n.s., n. 1, juin 2007, p. 55–70.
- Marco Albeltaro, Pietro Secchia e il Sessantotto. Appunti a uno scritto inedito, dans le classi, la storia, a. I (2009), non. 1, p. 43–58.
- Enzo Collotti, Luigi Cortesi e l'archivio Secchia ovvero come si monta un «caso» inesistente dans Noterelle e Schermaglie di «Belfagor», 1980, n. 2

### Conférences
- Convegno La figura di Pietro Secchia nella storia del comunismo italiano, Carrare, 25 octobre 2002, intervenants : Ferdinando Dubla, Angiolo Gracci, sur Lavoro Politico nr.6/2002
- Convegno La Resistenza accusa, Turin, 16 avril 2005, compte rendu des interventions
- Convegno La Resistenza dimenticata, organizzato dai "Nuovi Partigiani della Pace",  Biella, 1er juillet 2006
- Convegno Pietro Secchia. Attualità di una proposta di lotta per la democrazia progressiva, Fermo, 7 dicembre 2010 -- report